# 德川治寶
德川治寶（日语：〔〕／ Tokugawa Harutomi，1771年7月29日—1853年1月16日），日本江戶時代大名，紀州藩第10代藩主，極位極官為從一位大納言，是御三家中唯一生前達到從一位的大名。

## 生平
明和八年六月十八（1771年7月29日）德川治寶出生，是紀州藩第8代藩主德川重倫的次子，幼名岩千代。
安永四年（1775年）重倫隱居，由於岩千代尚年少，故由叔祖父松平賴淳（改名德川治貞）成為紀州藩第9代藩主。兩年後（1777年）岩千代成為治貞的養嗣子，並在天明二年（1782年）元服，同時接受將軍德川家治的偏諱，改名治寶，敘從四位下常陸介。
天明三年（1783年）治寶昇敘從三位，轉任右近衛權中將。寬政元年（1789年）十月二十六，治貞逝世，他成為第10代藩主。
| 德川治寶        |                               |                 |
| 貴族爵位和頭銜  |                               |                 |
| 前任： 德川治貞 | 紀州德川家當主 1789年－1824年 | 繼任： 德川齊順 |
| 官衔            |                               |                 |
| 前任： 德川治貞 | 紀州藩藩主 1789年－1824年     | 繼任： 德川齊順 |